# Bahnstrecke Darmstadt–Worms
| | |                                                    |                                                    |
| Streckennummer (DB): | 3541 (Darmstadt–Goddelau) 4010 (Goddelau–Biblis) 3570 (Biblis–Worms)                                                  |                                                    |                                                    |
| Kursbuchstrecke (DB): | 655 |                                                    |                                                    |
| Kursbuchstrecke: | 316a (1946) 316 (Goddelau-Erfelden – Biblis 1946) 316c (Hofheim (Ried) – Worms 1946) 316b (Worms Brücke – Worms 1946) |                                                    |                                                    |
| Streckenlänge: | 43,5 km |                                                    |                                                    |
| Spurweite: | 1435 mm (Normalspur)                                                                                                  |                                                    |                                                    |
| Streckenklasse: | D4 |                                                    |                                                    |
| Stromsystem: | Goddelau–Worms und Darmstadt Hbf – Bergschneise: 15 kV 16,7 Hz ~                                                      |                                                    |                                                    |
| Zweigleisigkeit: | Goddelau–Worms |                                                    |                                                    |
| | |                                                    |                                                    |
| \| \| \| von Bensheim \| \| \| \| 61,6 \| Darmstadt Hbf \| Darmstadt Hbf \| \| \| \| nach Aschaffenburg \| \| \| \| \| nach Frankfurt \| \| \| \| \| von/nach Aschaffenburg \| \| \| \| \| von Frankfurt \| \| \| \| 58,591 \| Darmstadt Bergschneise (Abzw) \| Darmstadt Bergschneise (Abzw) \| \| \| \| nach Groß-Gerau \| \| \| \| 57,7 \| Pallaswiese (nach Darmstadt Hbf) \| Pallaswiese (nach Darmstadt Hbf) \| \| \| 57,386 \| Darmstadt-Griesheim Röhm \| Darmstadt-Griesheim Röhm \| \| \| 57,3+ 47,96 57,2+150,00 \| Überlänge 2,04 m \| Überlänge 2,04 m \| \| \| \| Bundesautobahn 5 \| \| \| \| \| Bundesautobahn 67 \| \| \| \| 51,6 \| Griesheim \| Griesheim \| \| \| 47,7 \| Wolfskehlen \| Wolfskehlen \| \| \| \| von Groß-Gerau \| \| \| \| 45,7 \| Riedstadt-Goddelau \| 89 m \| \| \| 42,7 \| Stockstadt (Rhein) \| Stockstadt (Rhein) \| \| \| 39,6 \| Biebesheim \| Biebesheim \| \| \| \| Anschlussstrecke vom Gernsheimer Hafen \| \| \| \| 36,4 \| Gernsheim \| Gernsheim \| \| \| 31,5 \| Groß Rohrheim \| Groß Rohrheim \| \| \| \| Anschluss Kernkraftwerk Biblis \| \| \| \| 28,1 10,0 \| Biblis \| 92 m \| \| \| \| nach Bürstadt \| \| \| \| \| Weschnitz \| \| \| \| \| von Bürstadt \| \| \| \| 5,613 \| Hofheim (Ried) \| Hofheim (Ried) \| \| \| \| ehem. von Weinheim \| \| \| \| \| urspr. Trasse bis 1900 \| \| \| \| \| Landdamm (Abzw) \| \| \| \| \| Bahnhof Rosengarten (1869–1900) \| \| \| \| 3,366 \| Regionalbereichsgrenze Mitte/Südwest \| Regionalbereichsgrenze Mitte/Südwest \| \| \| \| \| \| \| \| 2,566 \| Rheinbrücke, Landesgrenze Hessen / Rheinland-Pfalz \| Rheinbrücke, Landesgrenze Hessen / Rheinland-Pfalz \| \| \| \| \| \| \| \| \| Hafenbahn Worms \| \| \| \| 2,318 \| Worms Brücke (bis 2015) \| Worms Brücke (bis 2015) \| \| \| \| von Mainz \| \| \| \| 1,100 \| Worms Einmündung (Bft) \| Worms Einmündung (Bft) \| \| \| \| ehem. von Gundheim \| \| \| \| \| Worms Gbf (Bft) \| \| \| \| 0,064106 \| Worms Hbf (Gleise 8 und 9; MEG km 0,000) \| Worms Hbf (Gleise 8 und 9; MEG km 0,000) \| \| \| \| \| \| \| \| \| nach Monsheim \| \| \| \| \| nach Grünstadt \| \| \| \| \| nach Ludwigshafen \| \| \| \| \| \| \| \| Quellen: [1][2] \| \| \| \| | |                                                    |                                                    |
| Strecke | | von Bensheim                                       | von Bensheim                                       |
| Betriebs-/Güterbahnhof Streckenanfang · Bahnhof mit S-Bahn-Halt · Kopfbahnhof Streckenanfang | 61,6 | Darmstadt Hbf                                      | Darmstadt Hbf                                      |
| Strecke nach rechts · Strecke · Strecke | | nach Aschaffenburg                                 | nach Aschaffenburg                                 |
| Abzweig quer und von links · Abzweig geradeaus und nach rechts · Strecke | | nach Frankfurt                                     | nach Frankfurt                                     |
| Kreuzung geradeaus oben · Abzweig geradeaus, nach rechts und von rechts · Abzweig geradeaus und nach rechts | | von/nach Aschaffenburg                             | von/nach Aschaffenburg                             |
| Kreuzung geradeaus unten · Kreuzung geradeaus unten · Abzweig geradeaus und nach rechts | | von Frankfurt                                      | von Frankfurt                                      |
| Abzweig geradeaus und von links · Abzweig geradeaus und nach rechts · Strecke | 58,591 | Darmstadt Bergschneise (Abzw)                      | Darmstadt Bergschneise (Abzw)                      |
| Abzweig quer und nach rechts · Kreuzung geradeaus oben · Strecke nach rechts | | nach Groß-Gerau                                    | nach Groß-Gerau                                    |
| Abzweig geradeaus und ehemals nach links | 57,7 | Pallaswiese (nach Darmstadt Hbf)                   | Pallaswiese (nach Darmstadt Hbf)                   |
| Abzweig ehemals geradeaus und nach rechts | 57,386 | Darmstadt-Griesheim Röhm                           | Darmstadt-Griesheim Röhm                           |
| Kilometer-Wechsel (Strecke außer Betrieb) | 57,3+ 47,96 57,2+150,00                                                                                               | Überlänge 2,04 m                                   | Überlänge 2,04 m                                   |
| Strecke mit Straßenbrücke (Strecke außer Betrieb) | | Bundesautobahn 5                                   | Bundesautobahn 5                                   |
| Strecke mit Straßenbrücke (Strecke außer Betrieb) | | Bundesautobahn 67                                  | Bundesautobahn 67                                  |
| Bahnhof (Strecke außer Betrieb) | 51,6 | Griesheim                                          | Griesheim                                          |
| Bahnhof (Strecke außer Betrieb) | 47,7 | Wolfskehlen                                        | Wolfskehlen                                        |
| Abzweig ehemals geradeaus und von rechts | | von Groß-Gerau                                     | von Groß-Gerau                                     |
| Bahnhof mit S-Bahn-Halt | 45,7 | Riedstadt-Goddelau                                 | 89 m                                               |
| Haltepunkt / Haltestelle | 42,7 | Stockstadt (Rhein)                                 | Stockstadt (Rhein)                                 |
| Bahnhof | 39,6 | Biebesheim                                         | Biebesheim                                         |
| Abzweig geradeaus und von rechts | | Anschlussstrecke vom Gernsheimer Hafen             | Anschlussstrecke vom Gernsheimer Hafen             |
| Bahnhof | 36,4 | Gernsheim                                          | Gernsheim                                          |
| Bahnhof mit S-Bahn-Halt | 31,5 | Groß Rohrheim                                      | Groß Rohrheim                                      |
| Abzweig geradeaus und von rechts | | Anschluss Kernkraftwerk Biblis                     | Anschluss Kernkraftwerk Biblis                     |
| Bahnhof mit S-Bahn-Halt | 28,1 10,0 | Biblis                                             | 92 m                                               |
| Abzweig geradeaus und nach links | | nach Bürstadt                                      | nach Bürstadt                                      |
| Brücke über Wasserlauf | | Weschnitz                                          | Weschnitz                                          |
| Abzweig geradeaus und von links | | von Bürstadt                                       | von Bürstadt                                       |
| Bahnhof | 5,613 | Hofheim (Ried)                                     | Hofheim (Ried)                                     |
| Abzweig geradeaus und ehemals von links | | ehem. von Weinheim                                 | ehem. von Weinheim                                 |
| Abzweig geradeaus und ehemals nach links · Strecke von rechts (außer Betrieb) | | urspr. Trasse bis 1900                             | urspr. Trasse bis 1900                             |
| ehemalige Blockstelle · Strecke (außer Betrieb) | | Landdamm (Abzw)                                    | Landdamm (Abzw)                                    |
| Strecke · Kopfbahnhof Streckenende (Strecke außer Betrieb) | | Bahnhof Rosengarten (1869–1900)                    | Bahnhof Rosengarten (1869–1900)                    |
| Wechsel des Eisenbahninfrastrukturunternehmens | 3,366 | Regionalbereichsgrenze Mitte/Südwest               | Regionalbereichsgrenze Mitte/Südwest               |
| | |                                                    |                                                    |
| Grenze auf Brücke über Wasserlauf | 2,566 | Rheinbrücke, Landesgrenze Hessen / Rheinland-Pfalz | Rheinbrücke, Landesgrenze Hessen / Rheinland-Pfalz |
| | |                                                    |                                                    |
| Strecke von links · Kreuzung geradeaus oben | | Hafenbahn Worms                                    | Hafenbahn Worms                                    |
| Strecke · ehemaliger Haltepunkt / Haltestelle | 2,318 | Worms Brücke (bis 2015)                            | Worms Brücke (bis 2015)                            |
| Kreuzung · Abzweig geradeaus und von rechts | | von Mainz                                          | von Mainz                                          |
| Blockstelle · Blockstelle | 1,100 | Worms Einmündung (Bft)                             | Worms Einmündung (Bft)                             |
| Kreuzung (Querstrecke außer Betrieb) · Abzweig geradeaus und ehemals von rechts | | ehem. von Gundheim                                 | ehem. von Gundheim                                 |
| Dienststation / Betriebs- oder Güterbahnhof · Strecke | | Worms Gbf (Bft)                                    | Worms Gbf (Bft)                                    |
| Strecke · Bahnhof mit S-Bahn-Halt | 0,064106 | Worms Hbf (Gleise 8 und 9; MEG km 0,000)           | Worms Hbf (Gleise 8 und 9; MEG km 0,000)           |
| Strecke nach links · Abzweig geradeaus und von rechts | |                                                    |                                                    |
| Abzweig geradeaus und nach rechts | | nach Monsheim                                      | nach Monsheim                                      |
| Abzweig geradeaus und ehemals nach rechts | | nach Grünstadt                                     | nach Grünstadt                                     |
| Strecke | | nach Ludwigshafen                                  | nach Ludwigshafen                                  |
| | |                                                    |                                                    |
| Quellen: | |                                                    |                                                    |

Die Bahnstrecke Darmstadt–Worms ist eine ehemals durchgehende, normalspurige Eisenbahnstrecke in Südhessen durch das Hessische Ried und wurde daher auch als Riedbahn bezeichnet.
Der Abschnitt zwischen Darmstadt und Riedstadt-Goddelau ist heute weitestgehend stillgelegt, der Abschnitt bis Biblis ist heute als Teil der Bahnstrecke Mannheim–Frankfurt (heutige Riedbahn) von großer Bedeutung für den Schienenpersonenfernverkehr und Schienengüterverkehr, während der letzte Abschnitt nach Worms Schienenpersonennahverkehr und Schienengüterverkehr aufweist.

## Geschichte
Die Riedbahn wurde von der Hessischen Ludwigsbahn von Darmstadt zu dem Worms am Rhein gegenüber liegenden Bahnhof Rosengarten gebaut, um die Stadt von dort über das Trajekt Worms–Rosengarten mit der Landeshauptstadt des Großherzogtums Hessen zu verbinden.
Elektrifiziert wurde die Strecke zwischen Riedstadt-Goddelau (damals: Goddelau-Erfelden) und Worms 1964.

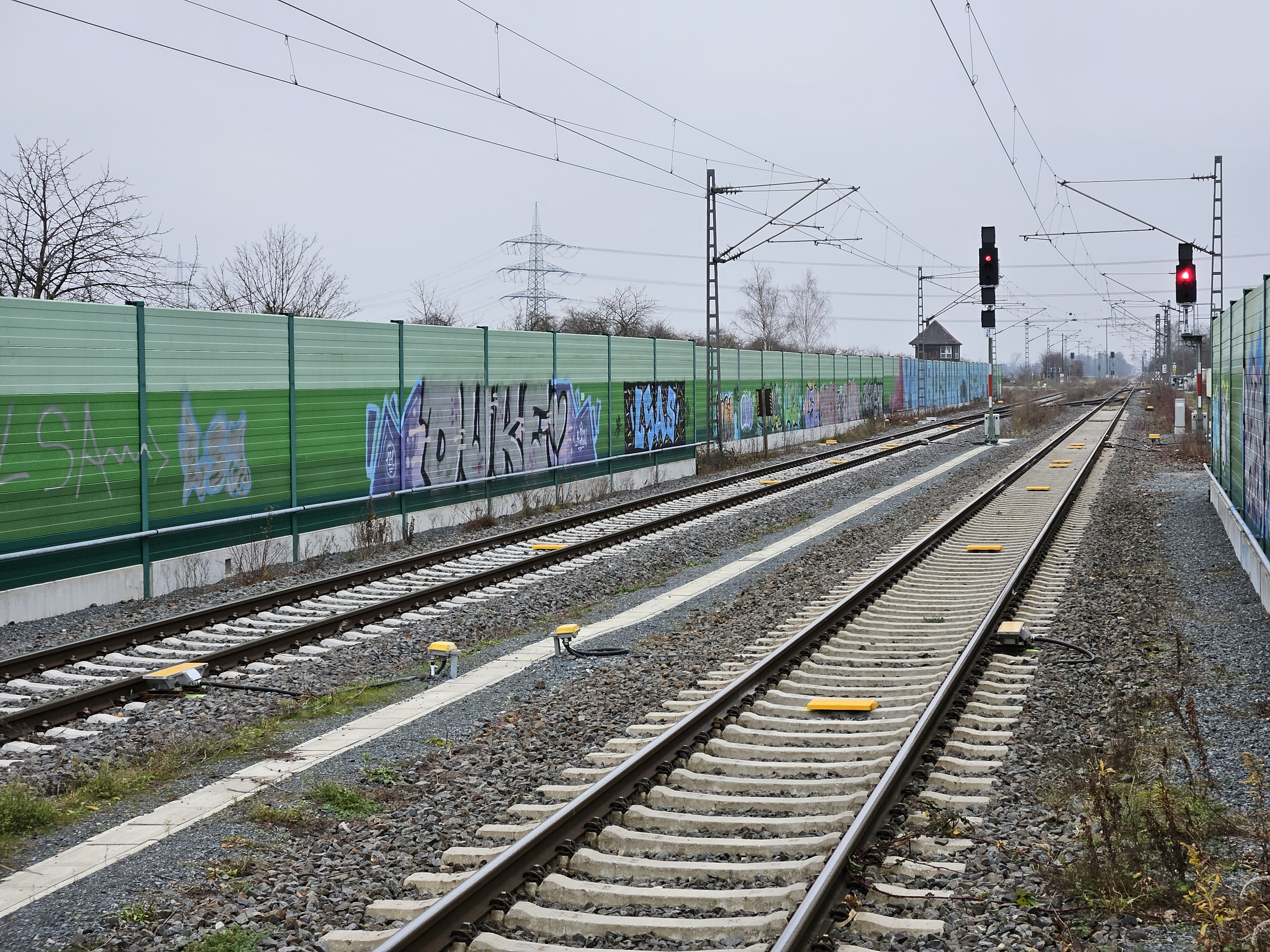
Neue (Ks-)Ausfahrsignale des Bahnhofs Hofheim Richtung Biblis, mit Balisenteppichen für ETCS (unfertiger Bauzustand, 13. Dezember 2024)

In die „Generalsanierung“ der Riedbahn im 2. Halbjahr 2024 war auch der Bahnhof Hofheim einbezogen. Bisherige H/V-Signale wurden durch Ks-Signale ersetzt. Dabei wurde ein Gleiswechselbetrieb sowohl aus und in Richtung Biblis als auch Worms eingerichtet. Der Abschnitt zwischen Biblis und Hofheim sollte 2024 mit ETCS ausgerüstet und somit dichtere Zugfolgen ermöglicht werden. Dies ist inzwischen für das 2. Halbjahr 2025 geplant.

## Bedienung

### Darmstadt – Riedstadt-Goddelau
Auf dem größtenteils stillgelegten Teilstück zwischen Darmstadt Hbf und Riedstadt-Goddelau liegt noch bis ins Industriegebiet von Weiterstadt-Riedbahn ein Gleisanschluss, welcher sporadisch vom Güterverkehr genutzt wird.

### Riedstadt-Goddelau – Biblis
Auf dem mittleren Abschnitt zwischen Riedstadt-Goddelau und Biblis verkehren im Schienenpersonenfernverkehr fast alle Intercity-Express- und Intercity-Züge zwischen dem Eisenbahnknoten Frankfurt am Main im Norden (mit den Bahnhöfen Frankfurt (Main) Hbf, Frankfurt (Main) Süd und Frankfurt am Main Flughafen) und dem Eisenbahnknoten Mannheim Hbf im Süden.
Daneben verkehren nur zwei Linien des Schienenpersonennahverkehrs, der Regional-Express RE 70 von Frankfurt (Main) Hbf über Groß Gerau-Dornberg, Riedstadt-Goddelau, Biblis und Lampertheim nach Mannheim Hbf und die S-Bahn S 9 von Groß-Rohrheim über Biblis, Lampertheim und Mannheim nach Karlsruhe.

### Biblis – Worms
Der südliche Abschnitt wird ausschließlich im Schienenpersonennahverkehr bedient. Die gesamte Strecke wird von der Regionalbahn-Linie RB 62 von Biblis–Worms Hbf bedient. Obwohl die Strecke vollständig elektrifiziert ist, kommen überwiegend Dieseltriebwagen zum Einsatz. Der Abschnitt Hofheim (Ried)–Worms Hbf wird zudem von der über die Nibelungenbahn von Bensheim kommende Linie RB 63 befahren.
Auf der Strecke fahren täglich etwa fünf Güterzüge, 13 Regionalbahnen mit Elektrotriebwagen, 56 mit Dieseltriebwagen und zwei Regionalexpresse.
Außerdem wird dieser südliche Abschnitt als Umleitung bei Betriebsstörungen zwischen Biblis und Mannheim genutzt.

## Betriebsstellen

### Worms Hauptbahnhof
Der Wormser Hauptbahnhof ist der wichtigste Bahnhof der Nibelungenbahn. Als wichtigste Zwischenstation der Bahnstrecke Mainz–Ludwigshafen sowie Ausgangspunkt der Strecken nach Alzey/Bingen, Biblis und Bensheim ist der Bahnhof ein bedeutender Eisenbahnknotenpunkt. Früher war der Hauptbahnhof außerdem Ausgangspunkt der Strecken nach Viernheim/Weinheim, Grünstadt und Gundheim.

### Worms Brücke

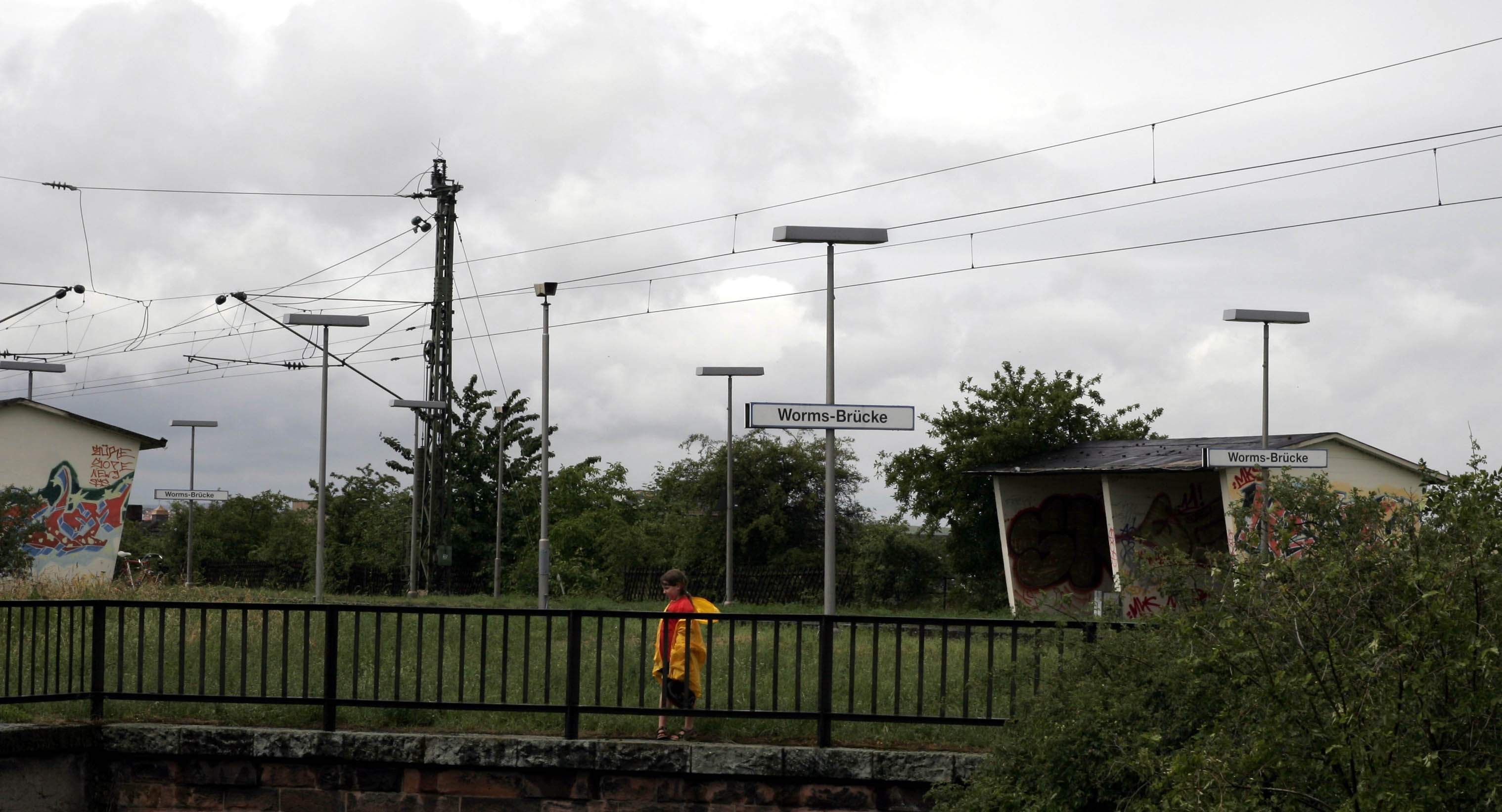
Haltepunkt Worms Brücke in den letzten Betriebsjahren

Der Haltepunkt Worms Brücke ging mit der Eröffnung der Rheinbrücke am 30. November 1900 in Betrieb, damals unter der Bezeichnung Worms-Rhein. In den ersten Jahrzehnten seines Bestehens war er auch mit Personal besetzt. 1902 wurde er zum Bahnhof 3. Klasse heraufgestuft. Zum 1. Dezember 1926 wurde der Haltepunkt für den Gepäck- und Expressgutverkehr geöffnet.
Nach der Sprengung der Rheinbrücke Worms am 20. März 1945 wurde der Haltepunkt nicht mehr bedient und erst nach Eröffnung des Brückenneubaus 1948 als „nicht selbständiger Haltepunkt“ 1949 wieder in Betrieb genommen.
Er war neben dem Hauptbahnhof und dem Bahnhof Pfeddersheim eine von zuletzt drei Bahnstationen in Worms. Ursprünglich war er wegen des Pendlerverkehrs zum Hafen Worms und dem ihn umgebenden Gewerbegebiet angelegt worden. Die Bedienung des Haltepunkts wurde zum 14. Dezember 2014 wegen zu geringer Reisendenzahlen eingestellt. Zuletzt sei er nur noch von vier Fahrgästen pro Tag genutzt worden. Die Bahnsteige und Zugänge sind baulich noch erhalten (Stand: 2020).

### Rosengarten
Der Bahnhof Rosengarten war von 1869 bis 1900 der Endpunkt der Ried- und Nibelungenbahn am Trajekt Worms–Rosengarten, da die Rheinbrücke noch nicht fertiggestellt war.

### Hofheim (Ried)
Der Bahnhof Hofheim (Ried) ist der Bahnhof des Lampertheimer Ortsteils Hofheim. Im Bahnhof verzweigen sich die Strecken nach Biblis (Riedbahn) und Bensheim (Nibelungenbahn).

### Biblis
Im Bahnhof Biblis trifft die Strecke auf die Riedbahn aus Mannheim. Es gibt dort eine Anschlussbahn zum Kernkraftwerk Biblis.

### Griesheim
Der Bahnhof in Griesheim wurde 1934 von „Griesheim b Darmst“ in „Griesheim (b Darmst)“ umbezeichnet.